# یواس‌اس تراکستن (ای‌پی‌دی-۹۸)
یواس‌اس تراکستن (ای‌پی‌دی-۹۸) (به انگلیسی: USS Truxtun (APD-98)) یک کشتی بود که طول آن ۳۰۶ فوت (۹۳ متر) بود. این کشتی در سال ۱۹۴۴ ساخته شد.